# Купа на общността
Купата на общността е регионален футболен турнир на ОНД, провеждан в началото на всяка календарна година. Известен е още като купата на ОНД.
Основан е през 1993 г. Признат е от ФИФА. В него участват шампионите на страните от Постсъветското пространство – Общността на независимите държави и Прибалтика, както и (от 2007 г.) и отбор от други страни – Сърбия, Финландия, Иран.

## История
Първият победител е Спартак Москва който побеждава ФК Беларус Минск с 8-0 във финалния мач. От 1993 до 1995 г. отборите се делят на 4 групи и победителите в тях отиват на 1/2-финал. През 1995 г. първите 2 отбора се класират за 1/4-финал. От 1996 до 1998 г. Динамо Киев печели купата.
Между 1999 и 2002 г. купата на общността предизвиква най-голям интерес. През 2002 г. на финала между „Спартак“ Москва и „Динамо“ Киев присъстват 27 000 зрители.
През 2003 г. Шериф Тираспол печели трофея и прекъсва хегемонията на Динамо Киев и Спартак Москва. След това купата печелят Динамо Тбилиси, Локомотив (Москва) и Нефтчи Баку. През 2009 г. „Шериф“ печели трофея за втори път. През 2010 г. шампион става „Рубин“.
От 2011 г. в турнира за Купата на общността участва младежкият национален отбор на Русия. Победител в турнира за 2011 г. е Интер Баку. Азербайджанците получава премия от 1 милион долара за победата.
От 2012 г. турнирът е само за младежки национални отбори до 21 години. През сезон 2012 в турнира играят 12 тима, сред които и този на Иран. Победител става отборът на Русия, побеждавайки на финала този на Беларус. През 2013 „Сборная“ защитава титлата си след победа над Украйна.
Най-много попадения в историята на купата на общността е отбелязал Владимир Бесчастних – 20.